# La mort de Casagemas
La mort de Casagemas (A morte de Casagemas em português) é uma pintura do espanhol Pablo Picasso, concebida por este no ano de 1901.
O oléo sobre madeira, está, atualmente, no Museu Picasso, em Paris.
Esta pintura faz parte de uma sequência sobre a morte de Carlos Casagemas, filho do consul americano em Barcelona, pintor e amigo do artista. O suicídio de Casagemas, por causa de uma decepção amorosa, gerou profunda devastação no artista, que afirmou ter começado a pintar em azul após refletir sobre a morte do amigo.
A imagem de Casagemas também se faz personagem em outra obra do pintor: La Vie (A Vida), de 1903.